# Cercopis
Cercopis är ett släkte av insekter. Cercopis ingår i familjen spottstritar.

## Bildgalleri

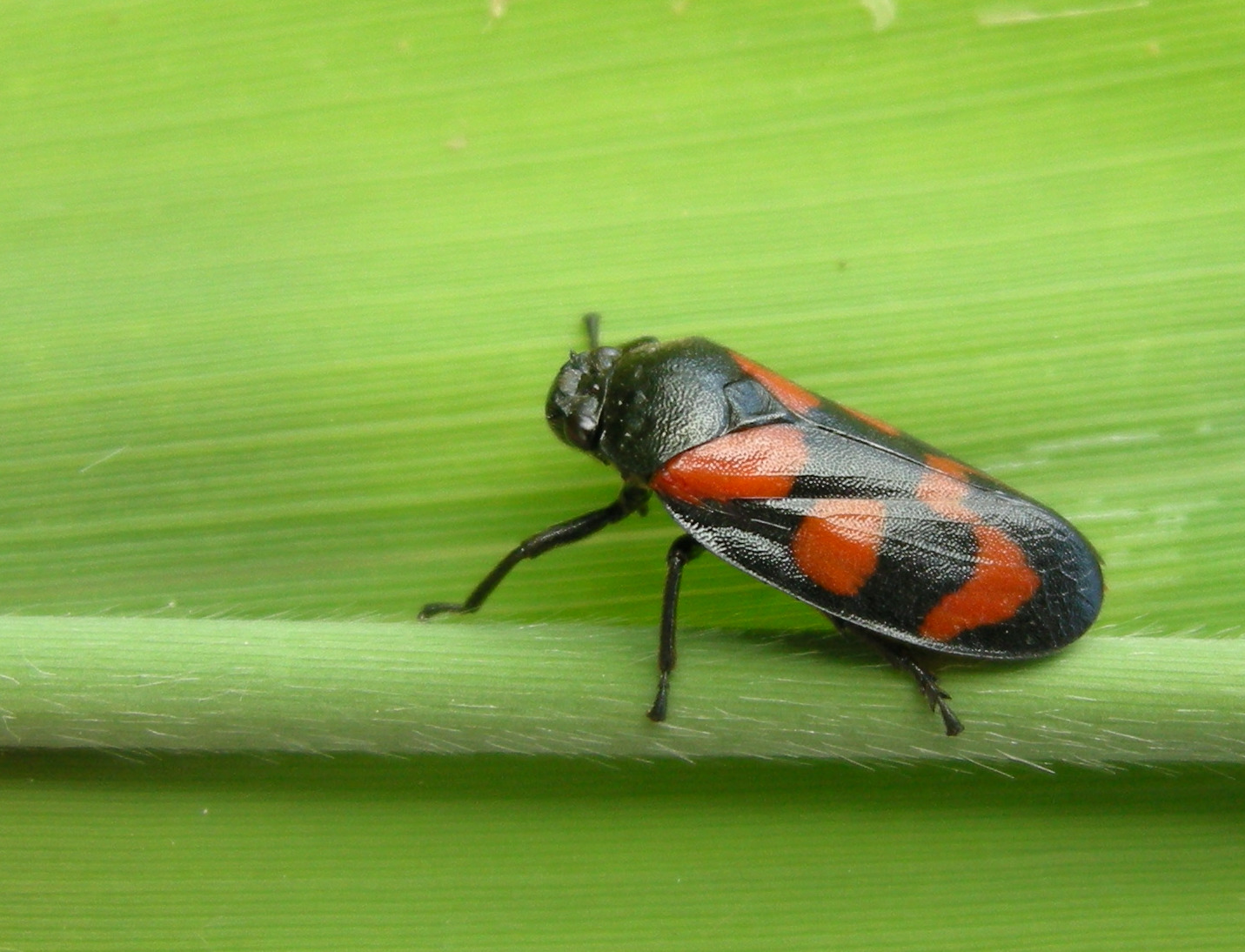
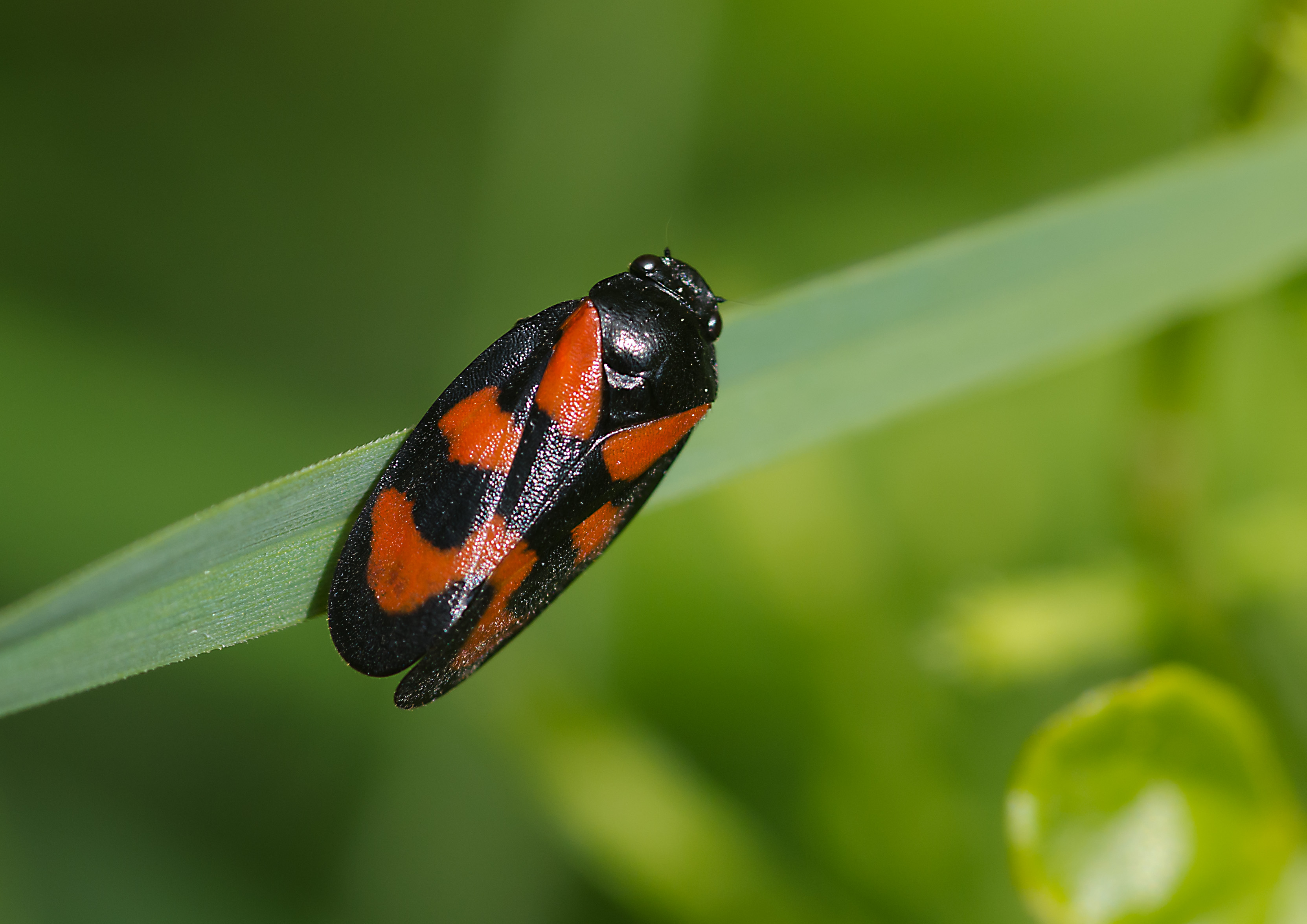

## Dottertaxa tillCercopis, i alfabetisk ordning[1]
- Cercopis alni
- Cercopis antica
- Cercopis arcuata
- Cercopis bahiana
- Cercopis bicolor
- Cercopis brunnescens
- Cercopis cantator
- Cercopis catella
- Cercopis cognata
- Cercopis corticina
- Cercopis costai
- Cercopis decorata
- Cercopis distincta
- Cercopis fortunata
- Cercopis gratiosa
- Cercopis guttata
- Cercopis haupti
- Cercopis innotata
- Cercopis leucoptera
- Cercopis lineola
- Cercopis lineolata
- Cercopis lutea
- Cercopis musiva
- Cercopis nebulosa
- Cercopis nigripes
- Cercopis numida
- Cercopis nyassae
- Cercopis pallipes
- Cercopis perplexa
- Cercopis plagiata
- Cercopis praeminiata
- Cercopis punctigera
- Cercopis quadrifasciata
- Cercopis quadriguttata
- Cercopis rubescens
- Cercopis sabaudiana
- Cercopis sanguinolenta
- Cercopis scindens
- Cercopis signifera
- Cercopis speciosa
- Cercopis unicolor
- Cercopis venosa
- Cercopis vulnerata